# Gonchigjalzangiin Badamdorj
Gonchigjalzangiin Badamdorj (Гончигжалцангийн Бадамдорж), décédé en janvier 1921 est un homme politique mongol, Premier ministre du pays d'avril 1919 à sa mort.

## Biographie
On sait peu de choses sur les débuts de Badamdorj, cependant, de 1900 à 1911, il fut administrateur, ou Erdene Shanzav, des domaines de Bogd Gegeen. Il était un proche confident, conseiller et tuteur du chef spirituel Khalkha, le Jebtsundamba Khutuktu (qui deviendra plus tard le Bogd Khan) qui, en 1895, l'envoya à Saint-Pétersbourg en tant que premier envoyé mongol à rencontrer le tsar nouvellement intronisé. Nicolas II et sonder la volonté de la Russie de soutenir les aspirations mongoles à l'indépendance de la domination mandchoue. Les Russes ont répondu positivement et ont suggéré aux Mongols de travailler secrètement avec l'envoyé russe à Niislel Hüree.
En avril 1910, Badamdorj a décidé de protéger les lamas mongols après qu'une émeute ait éclaté près du monastère de Gandan entre des lamas et des marchands chinois. Dans le cadre des efforts des Qing pour accroître le contrôle des Han sur le territoire mongol et régner sur la hiérarchie bouddhiste, l'empereur Qing Puyi a publié un décret supprimant Badamdorj du rôle de Shanzav et transférant son autorité au Qing Amban (vice-roi) Sando. Malgré cela, Badamdorj n'était pas un partisan de l'indépendance mongole et lorsque le Jebtsundamba Khutuktu envoya une délégation secrète de nobles Khalkha à Saint-Pétersbourg en 1911 pour rechercher le soutien de la Russie pour l'indépendance, Badamdorj révéla la mission à Sando.
À la suite de la déclaration d'indépendance de la Mongolie vis-à-vis de la domination chinoise en novembre 1911, le Bogd Khan nomma Badamdorj premier ministre de la Religion et de l'État. En 1915, il fut nommé ministre de l'Intérieur (et donc Premier ministre de facto)[3] après la suppression de son précédent poste, ainsi que de celui de Premier ministre. Bien qu'il ait dirigé le gouvernement du Bogd Khan, Badamdorj était catégorique sur le fait que le Jebtsundamba Khutuktu et sa suite devaient se préoccuper uniquement des questions religieuses plutôt que temporelles, et ainsi la corruption a prospéré sans contrôle en Mongolie extérieure, dirigée par Badamdorj lui-même qui a accepté des pots-de-vin en échange de l'octroi de l'argent. des titres royaux et falsification des chiffres du recensement.

## Abolition de l'autonomie mongole
Entre 1915 et 1919, alors que l'influence russe en Extrême-Orient diminuait après le déclenchement de la Première Guerre mondiale, Badamdorj, ainsi que d'autres éléments conservateurs du gouvernement du Bogd Khan, soutinrent les mesures prises par Yuan Shikai et la République de Chine pour ramener une Mongolie extérieure autonome. sous la domination chinoise. Lorsque les troupes chinoises furent envoyées à Ourga en août 1919 pour se protéger contre une menace d'invasion bouriate et pan-mongole de Mongolie intérieure dirigée par Grigori Semionov, les nobles de Khalkha acceptèrent de signer une déclaration de « soixante-quatre articles » « sur le respect de la Mongolie extérieure par le gouvernement de la Chine et amélioration de sa position à l'avenir après l'auto-abolition de l'autonomie". En octobre 1919, le nouveau commissaire chinois aux frontières du Nord-Ouest, Xu Shuzheng, arriva à Ourga avec une escorte militaire et exigea que les « soixante-quatre articles » soient renégociés. Il a soumis un ensemble de conditions beaucoup plus strictes, les « Huit articles », appelant à la déclaration expresse de la souveraineté chinoise sur la Mongolie, à une augmentation de la population de la Mongolie (vraisemblablement grâce à la colonisation chinoise) et à la promotion du commerce, de l'industrie et de l'agriculture. Xu a installé Badamdorj, qui représentait les lamas réactionnaires et était considéré comme plus flexible face aux exigences chinoises, comme Premier ministre. Xu a menacé d'exiler le Bodg Khan si Badamdorj et d'autres ne signaient pas les « Huit articles » dans lesquels le gouvernement mongol abandonnait « volontairement » l'autonomie du pays à l'administration chinoise. D'autres dirigeants nationaux, dont le ministre des Affaires étrangères Balingiin Tserendorj et le Bogd Khan lui-même, ont rapidement emboîté le pas. Badamdorj ne resta Premier ministre que pendant une courte période, jusqu'en janvier 1920.